# 1064

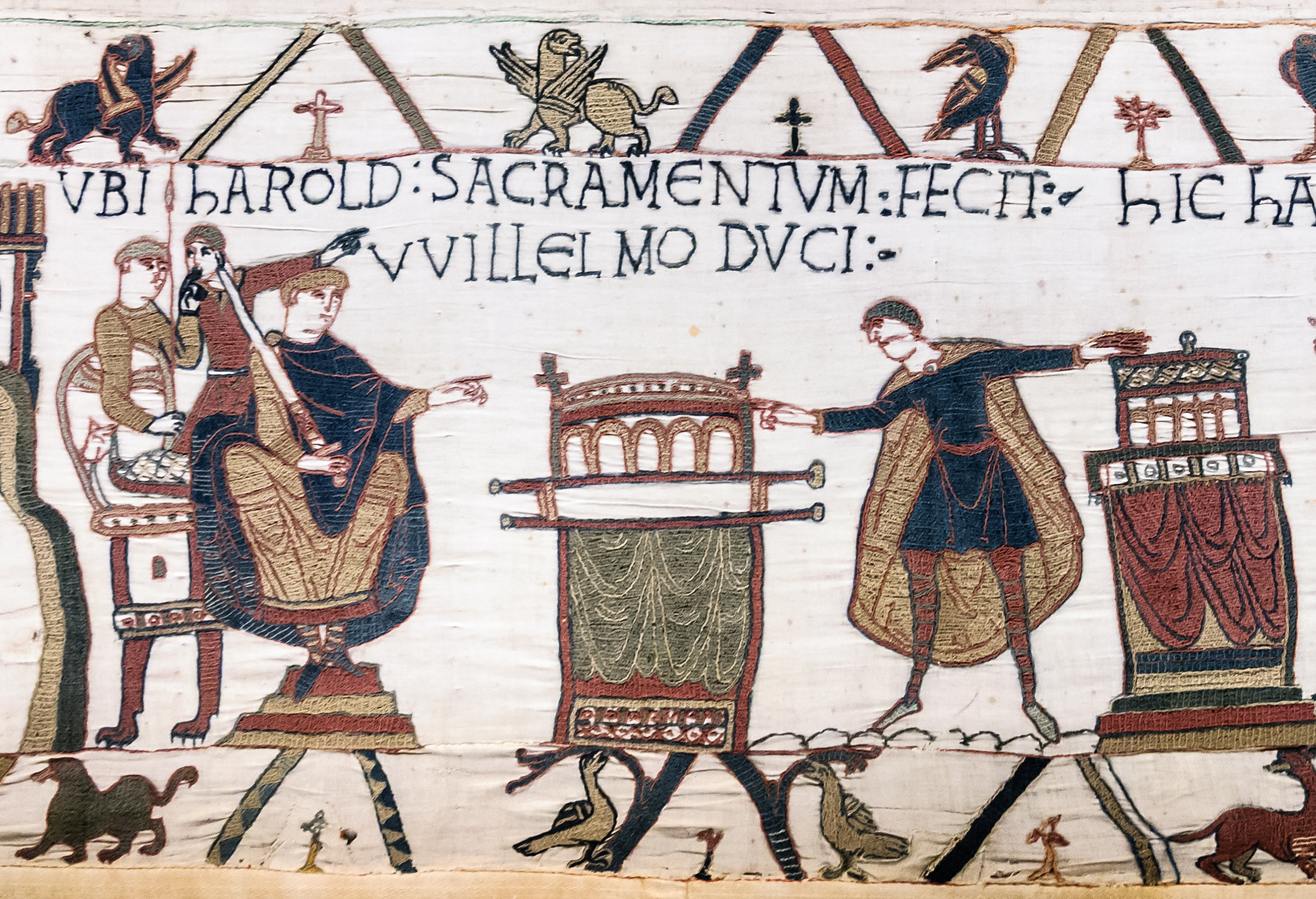
Harold Godwinson zweert trouw aan Willem de Veroveraar (tapijt van Bayeux)

Het jaar 1064 is het 64e jaar in de 11e eeuw volgens de christelijke jaartelling.

## Gebeurtenissen
- De Turkse Seltsjoeken onder aanvoering van Alp Arslan veroveren Georgië en de Armeense steden Ani en Kars.
- 24 mei - De zuidwaartse migratie van de Azteken uit Aztlan begint. (traditionele/legendarische datum)
- Ferdinand I van Leon verovert Coimbra op Moren.
- Koning Harald III van Noorwegen en Sven II van Denemarken sluiten vrede na vele jaren oorlog. Harald erkent Sven als koning van Denemarken.
- De Hongaren veroveren Belgrado.
- Synode van Mantua - De Duitse bisschoppen erkennen Alexander II als paus; tegenpaus Honorius II wordt in de ban gedaan.
- Hendrik IV geeft het grootste deel van het gebied van Dirk V aan bisschop Willem van Utrecht, slechts Masaland blijft voor Dirk behouden.
- De Engelse magnaat Harold Godwinson lijdt schipbreuk op de Normandische kust, en verblijft enige tijd bij Willem de Veroveraar. Volgens deze zou Harold bij deze gelegenheid Willems opvolgerschap als koning van Engeland erkend hebben.
- Voor het eerst genoemd: Roč

## Opvolging
- Auvergne - Willem V opgevolgd door zijn zoon Robert II
- Bourbon - Archimbald III opgevolgd door zijn zoon Archimbald IV
- patriarchaat van Constantinopel - Johannes VIII in opvolging van Constantijn III
- Fézensac - Willem Astanovus opgevolgd door zijn zoon Almerik II
- Foix - Rogier I opgevolgd door zijn neef Rogier II
- Zutphen - Godschalk opgevolgd door Otto II (jaartal bij benadering)

## Geboren
- Adela van Vlaanderen, echtgenote van Knoet IV van Denemarken
- Ulrich II, graaf van Weimar (1070-1112) en markgraaf van Istrië (1098-1107) (jaartal bij benadering)

## Overleden
- 15 augustus - Ibn Hazm (69), Andalusisch filosoof
- Archimbald III, heer van Bourbon (1034-1064)
- Dromtön (~60), Tibetaans priester
- Rogier I, graaf van Foix (1034-1064)
- Willem V, graaf van Auvergne (1032-1064)
- Willem Astanovus, graaf van Fézensac
- Godschalk, graaf van Zutphen (1037-1064) (jaartal bij benadering)